# Torques

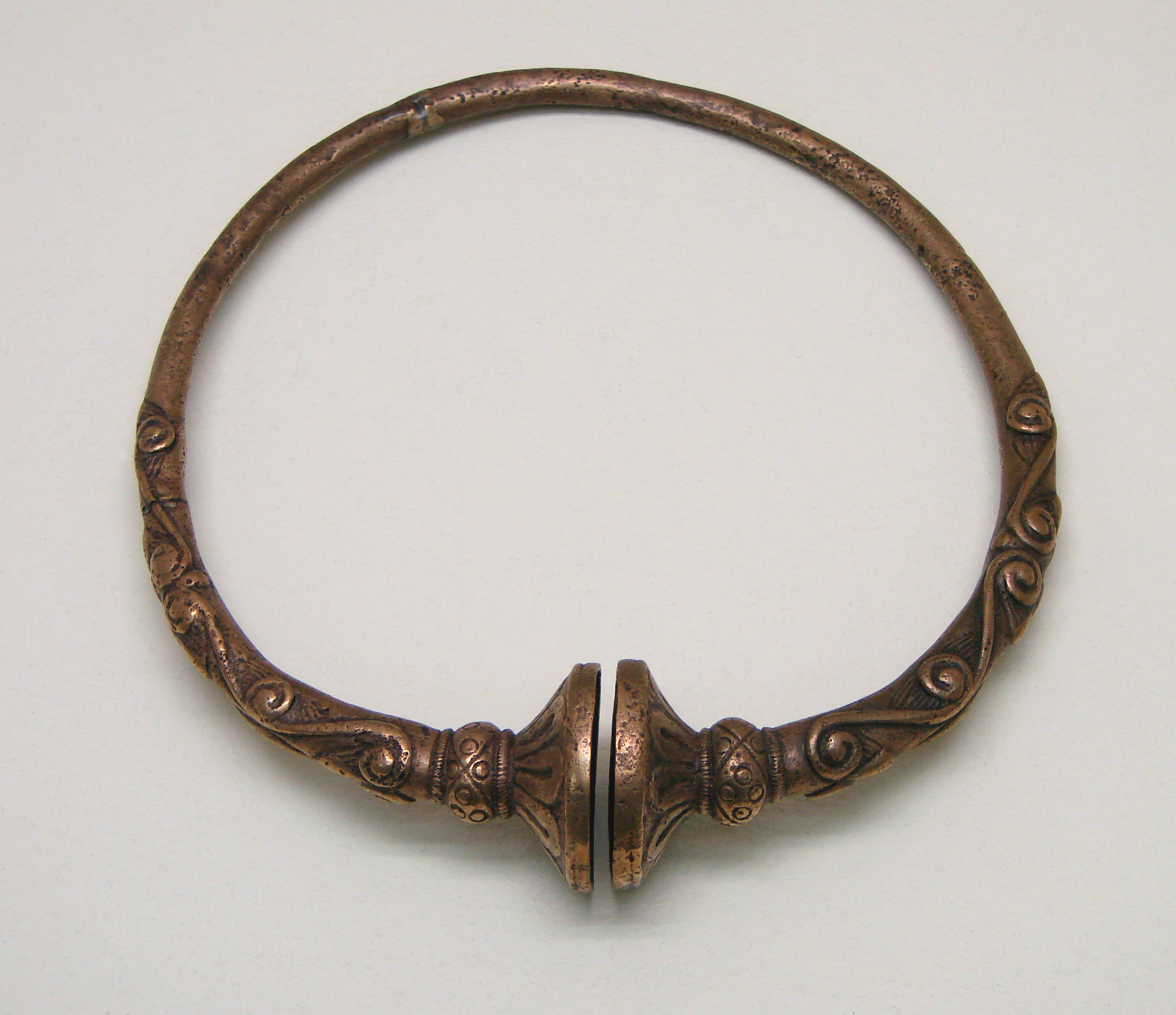
Bronstorques från 300-talet f.Kr. från Frankrike.

Torques (av latin, egentligen något vridet av torqueo = vrida) är en styv eller stel halsring eller armring av ädelmetall. Ringen är antingen i ett enda stycke eller har tvinnats samman. Ringen är oftast vriden och har en struktur som liknar ett rep och med en låsmekanism i form av stora knoppar eller öglor. Ibland är knopparna och öglorna utformade med figurer. De allra flesta halsringarna är öppna på framsidan, men vissa kan ha krokar och ringar eller lådor och tappar att stänga dem med. Många halsringar verkar vara avsedda för nästan permanent bruk och de skulle ha varit svåra att ta bort.

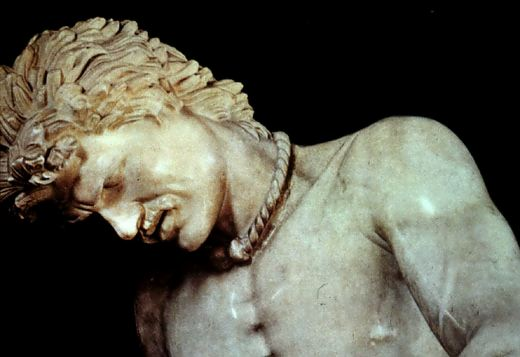
Skulpturen från antiken, den Döende gallern, bär en torques.

Denna typ av smycken är huvudsakligen känd från bronsåldern och järnåldern, från bland annat det akemenidiska Iran. I den europeiska järnåldern finns torqueser från omkring 700-talet f.Kr. fram till 200-talet f.Kr. Torqueser finns i den skytiska folkgruppen, som levde omkring Kaspiska havet och i den illyriska folkgruppen, det vill säga de indoeuropeiska stammar som under antiken var bosatta i Illyrien mellan Adriatiska havet och Donau. Torquesringar är även förknippade med de keltiska kulturerna. Kelter är en i historiskt och arkeologiskt syfte använd benämning på flera besläktade folkstammar av indoeuropeiskt ursprung med utbredning över större delen av nordvästra Europa, samt delar av den Iberiska halvön, Balkan, och Mindre Asien kring årtusendet före vår tideräkning och framåt.

## Keltiska halsringar

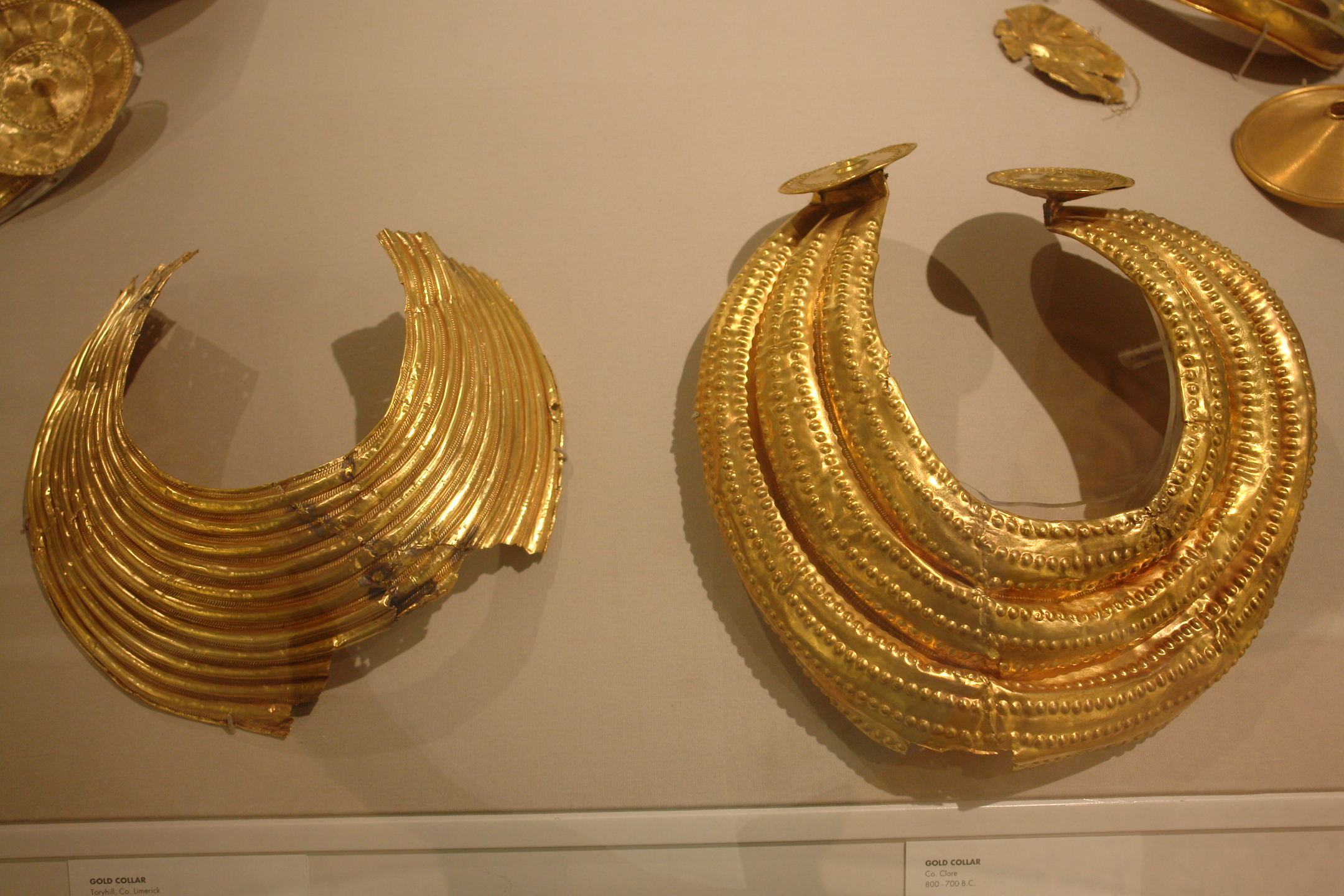
Artefakt från 800-700-talen f.Kr. i National Museum of Ireland, Kildare Street, Dublin, Irland.

Den keltiska konsten, som utmärker sig för sin rika ornamentik, har förhistoriska rötter och utgör en i princip obruten konsttradition på minst 4.000 år. I den keltiska världen var halsringar med knoppformade ändar, ofta tillverkade av ädelmetall och vridna i spiralform, föremål med både världslig och religiös signifikans. Guldtorqueser tycks ha varit ett viktigt föremål. Det identifierade bäraren, som var en person med hög rang och många av de finaste verken av forntida keltisk konst är föreställer personer som bär torqueser. Under folkvandringstiden försvinner den keltiska torquesen, men under vikingatiden kom metallhalsband i torquesstil, nu främst i silver, tillbaka på modet. Halsringar i torquesstil har upphittats som en del av smycken från andra olika kulturer och perioder.

## Havorringen, en torques

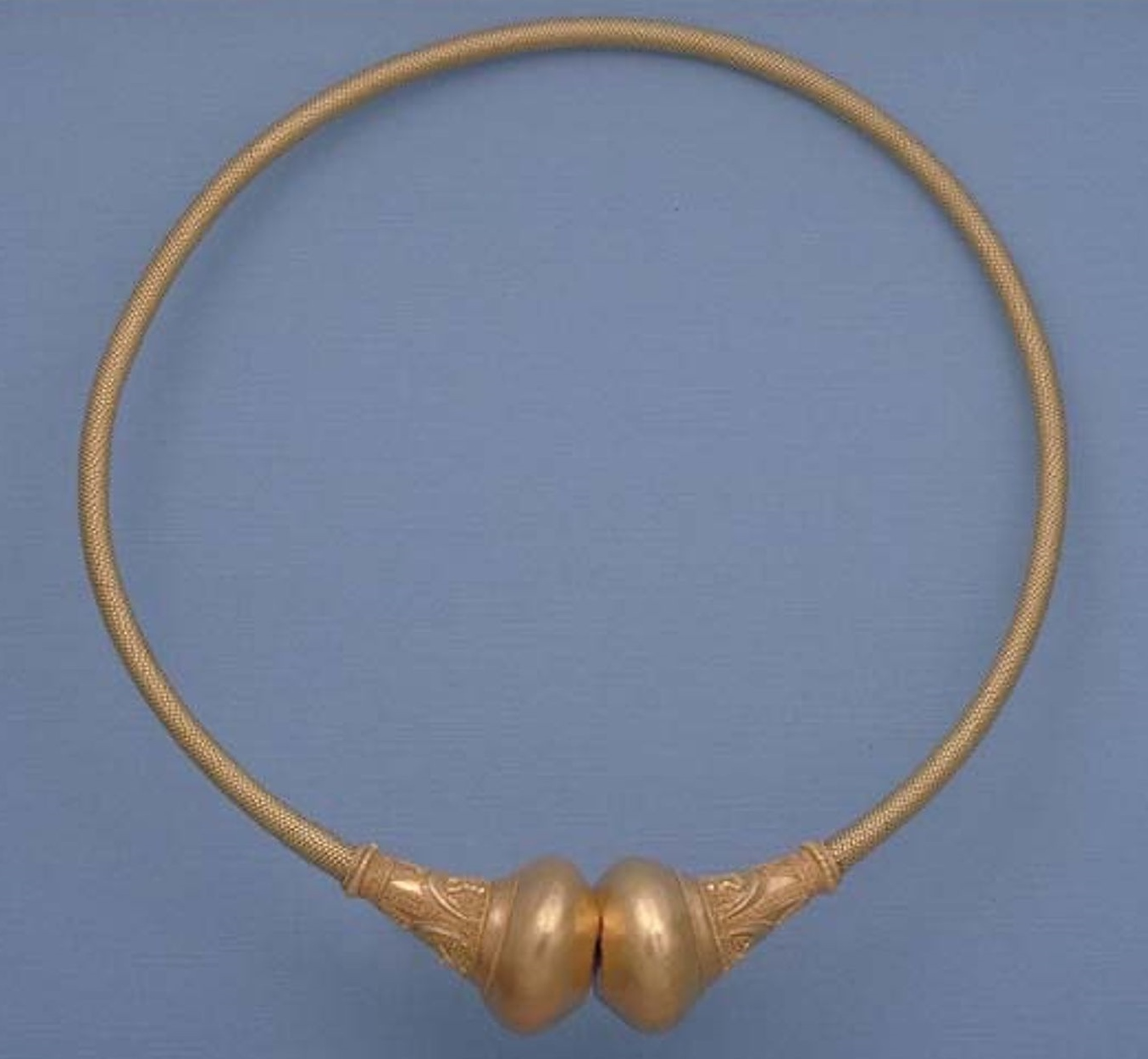
Havorringen är en guldtorques från första århundradet e.Kr., från järnåldern. Havorringen var det viktigaste objektet vid depåfyndet av Havorskatten. Bilden föreställer Statens historiska museums kopia.

Havorskatten var ett unikt depåfynd, som påträffades 1961 i borgvallen vid gårdskomplexet i Hablingbo socken på Gotland. Skatten, som är tolkad som en tempelskatt, bestod av en stor halsring av guld, en torque, samt fyra vinskopor, en sil och två klockor av brons, allt nedlagt i en bronssitula. Bronserna kan dateras till första århundradet e.Kr. och de är av romersk tillverkning. Det är ett högklassigt guldsmedsarbete med filigran och de anknyter främst till östkeltiska förebilder. 1986 stals halsringen av guld, men den är ersatt med en exakt kopia.
Guldhalsringen, känd som Havorringen, tillverkades under det första århundradet e.Kr. Tillsammans med andra halsringar av detta slag är nu slutsatsen att Havorringen kunde ha gjorts i de nordiska länderna. Tidigare trodde man att den var tillverkad i västra Celtic eller hade något annat europeiskt ursprung. Från och med 2016 är den tidigare välkända guldfyndet från de germanska folken i norr.
Havortorquesen är 257 mm i diameter och väger närmare 800 gram, med ett guldvärde på omkring 40 000-50 000 kronor (2006). Värdet av halsringen som ett historiskt konstobjekt uppskattas till tiotals miljoner kronor. En kopia gjordes på Statens historiska museum. Skatten fördes till Gotlands museum där den visades offentligt i Skattkammaren i nästan 25 år. Först visades skatten i en specialbyggd järnlåda med pansarglas och i mitten av 1980-talet flyttades den till en vanlig larmad visningsbox.

## Andra mindre torqueser och skatter som upphittats
Järnålderns sista period var vikingatiden. Vikingatiden är ett unikt nordiskt begrepp. I andra länder kallas denna tid sen järnålder eller tidig medeltid. I Skandinavien motiveras den av den särpräglade högkultur som under 700-talet då uppstod. Spillingsskatten är en av världens största vikingatida silverskatter hittades i juli 1999 i en åker vid Spillings nordväst om Slite i Othems socken på norra Gotland.
På grund av Havorringens storlek anses torquesen vara ett unikt objekt. Den är för stor för att bäras av en person och det tros ha smyckat en staty av en gudom och man antar att det var en del av en skatt som tillhörde ett tempel. Fem liknande men mindre torqueser har upphittats, en i Trollhättan, en i en mosse på Jylland, två nära Kiev och en på Olbia i Ukraina vid Svarta havet.
Den torques som hittades i Trollhättan hittades i Vittene i Norra Björke socken i Trollhättans kommun söder om Hunneberg. Där fann man sensommaren 1990 Vitteneskatten. Guldskatten är Sveriges till vikten tredje största guldskatt. Halsringen av guld hittades av privatpersoner, skatten består av fyra och en halv guldring på sammanlagt 1,9 kilo. Resten av skatten hittades av arkeologer hösten 1995 efter att det första fyndet av Vitteneskatten blev känd. År 1995 blev Vittene allmänt känt i Sverige då privatpersonerna hittade guldringen i marken. Skatten finns nu i Guldrummet på Historiska Museet i Stockholm. 

## Bildgalleri

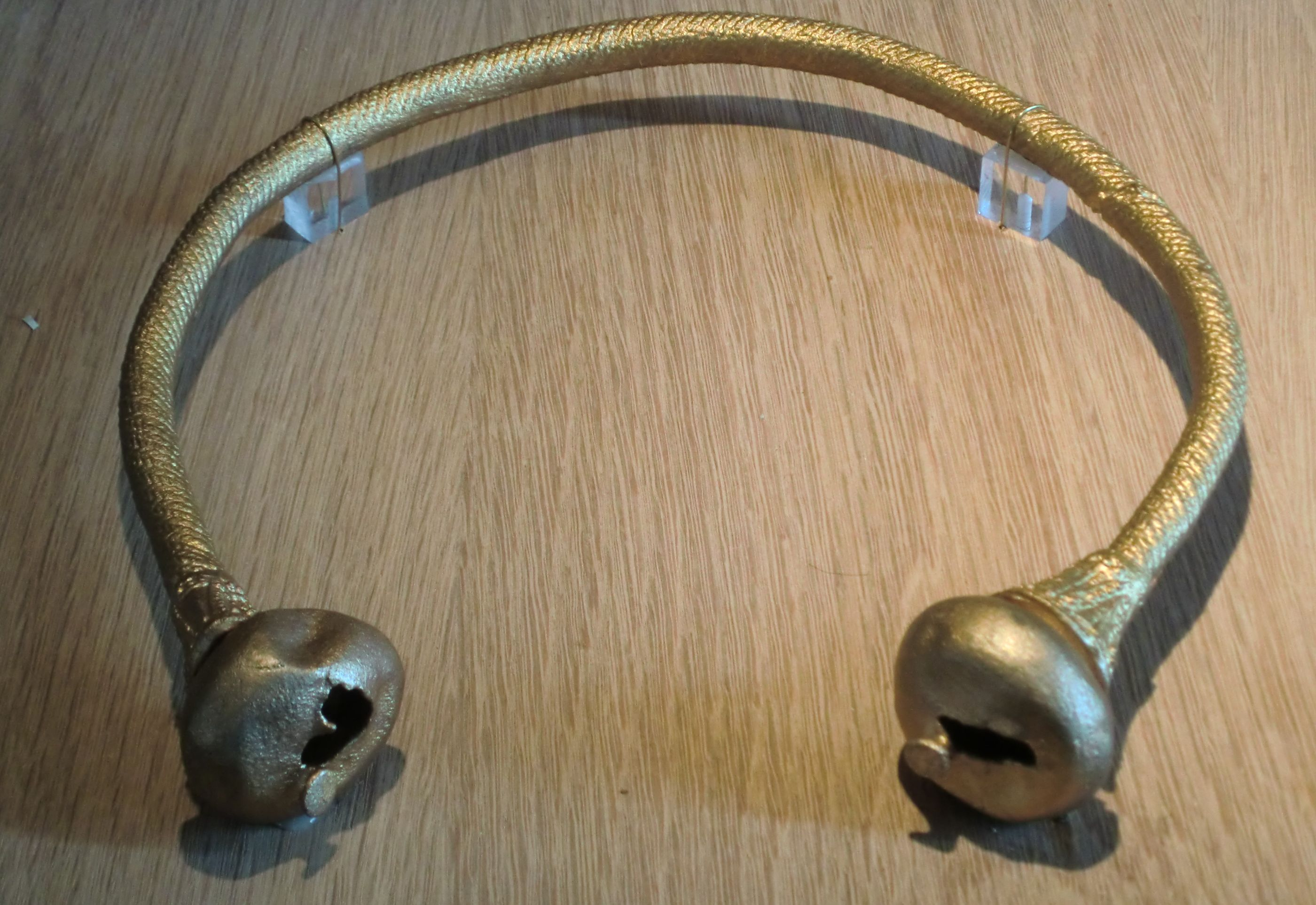
Vitteneskatten. Kopia av första guldhalsringen funnen i Vittene i Trollhättan. Kopian är gjord med 3D-scanning och utskriven med metoden Rapid prototyping. Från Lödöse Museum.
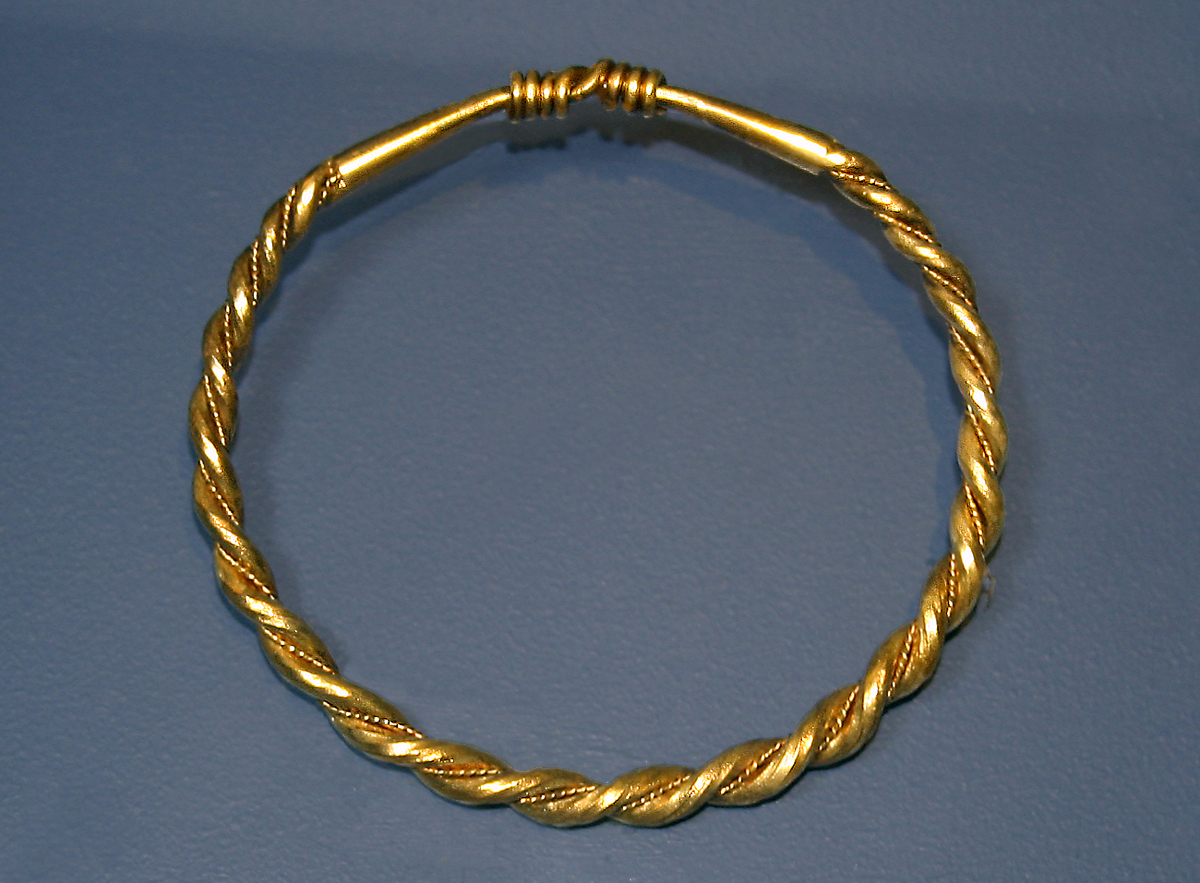
Kopia av en guldarmring funnen i lämningarna från en vikingatida by vid Aggersborg i Danmark.
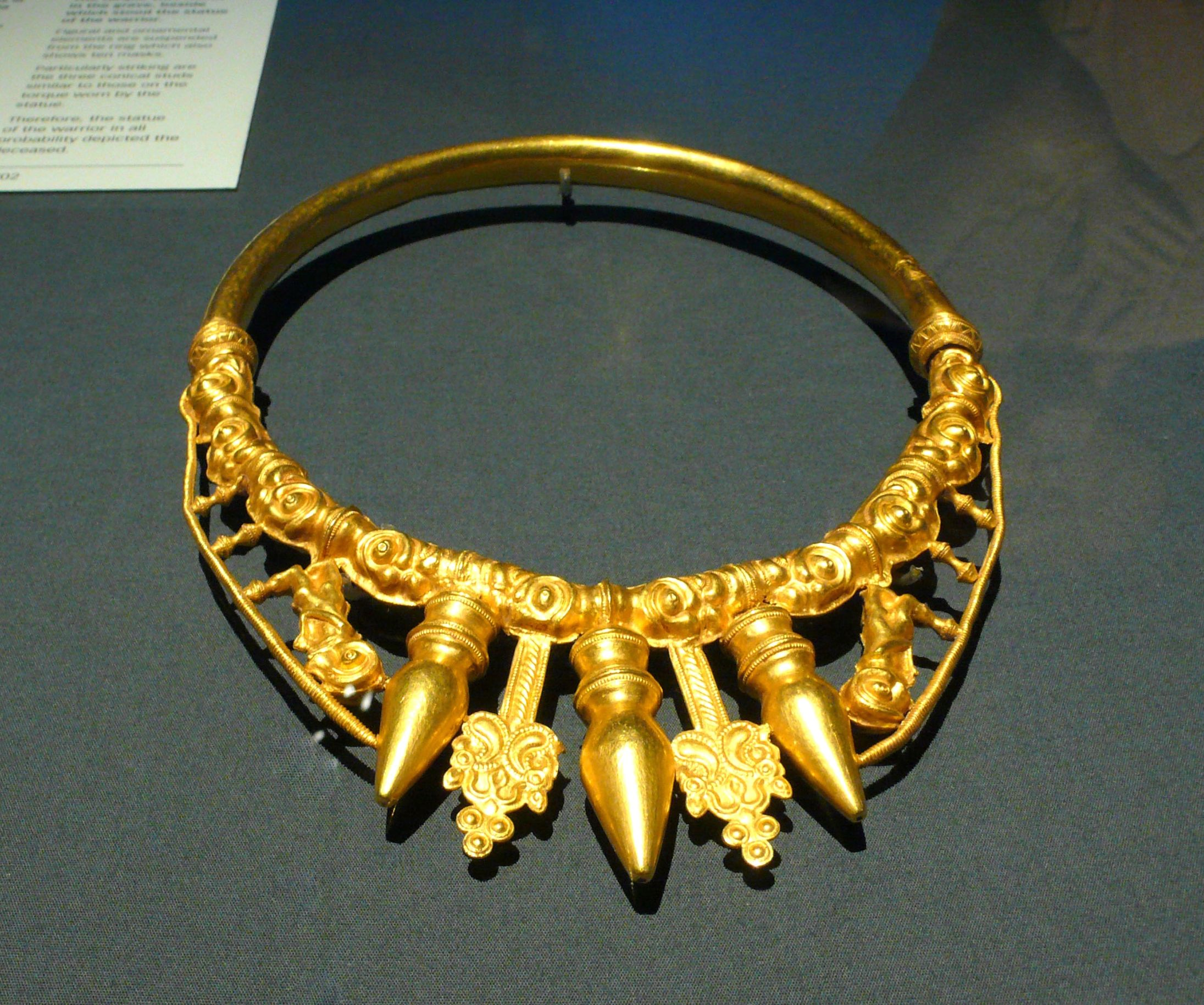
Keltisk guldtorques med tre balusterrader och dekorationer av djur, funna i Glauberg i Hessen, Tyskland, 400 f.Kr.
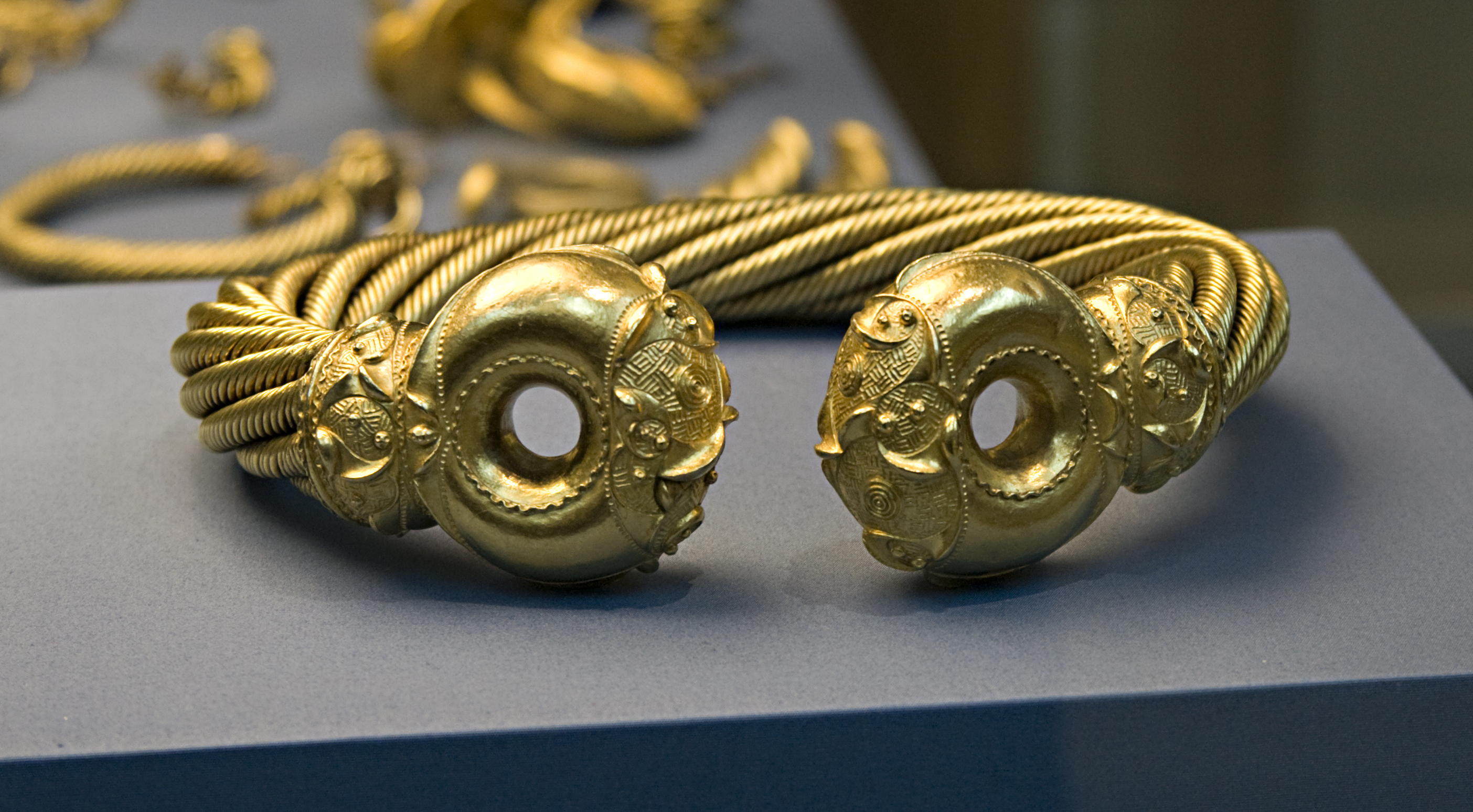
Snettishamskatten (Snettisham Hoard) med Snettishamtorquesen.
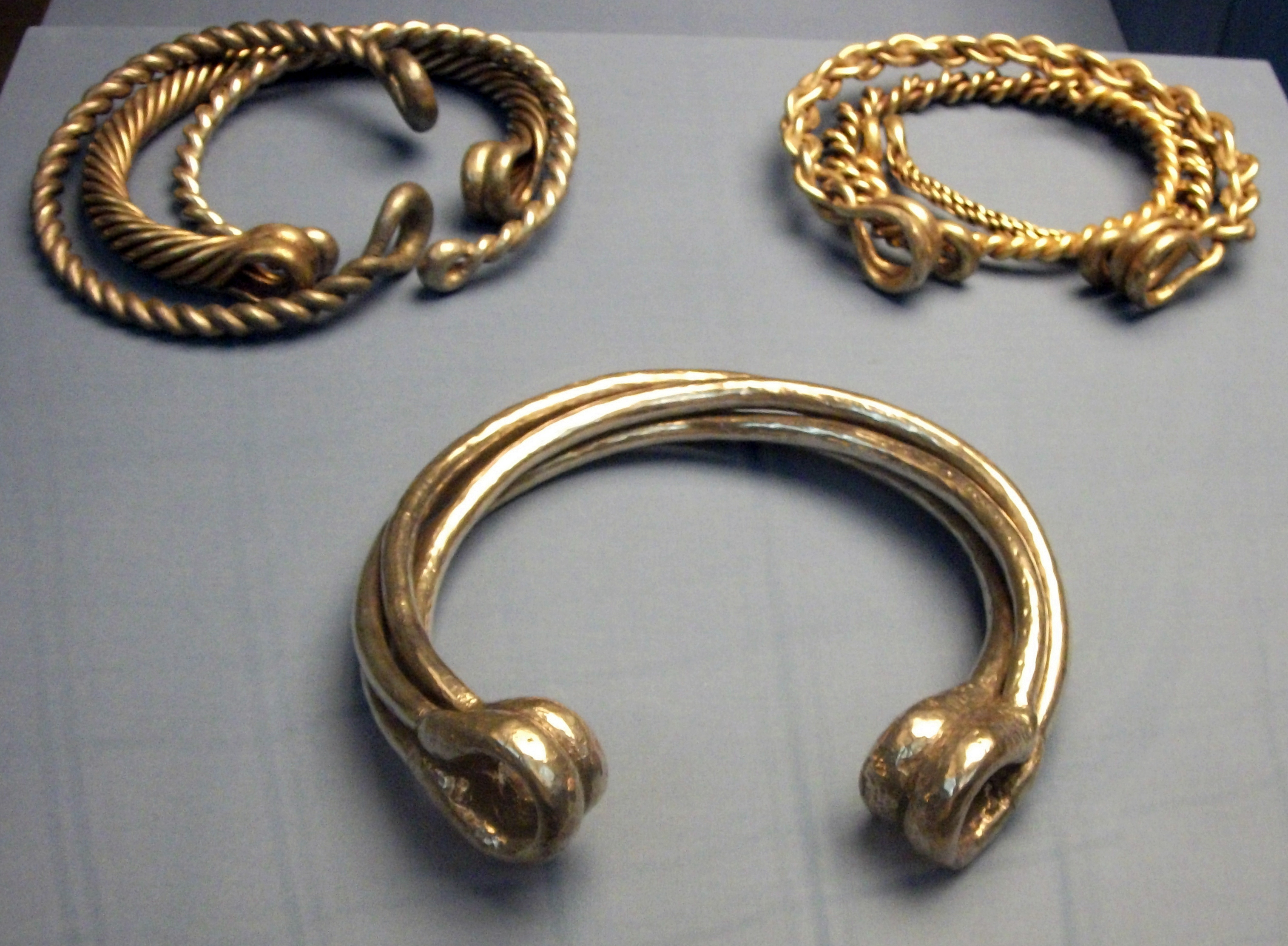
Östangelsk torques med ögla från Snettishamskatten (Snettisham Hoard).
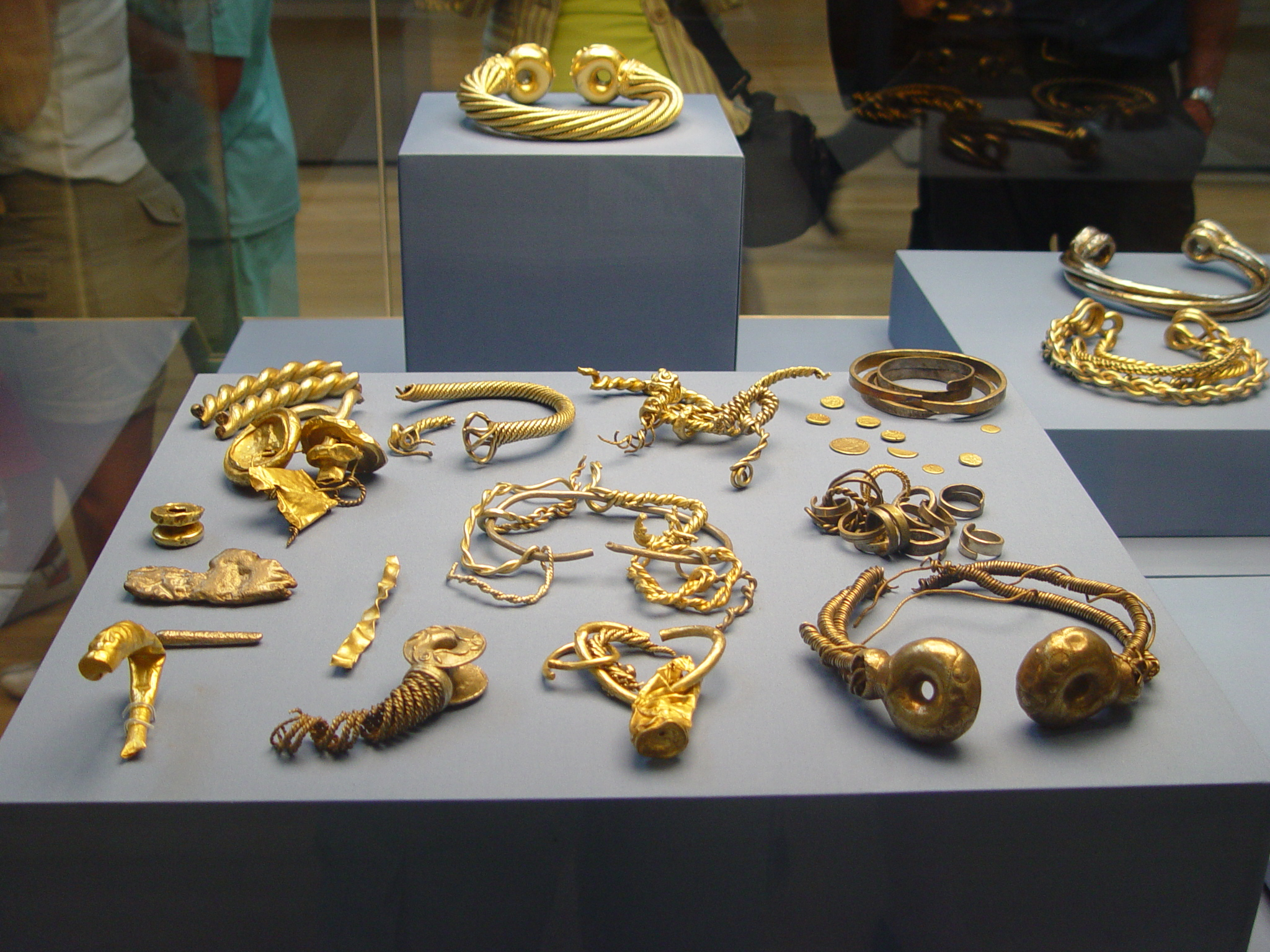
Snettishamskatten, kanske lagret av en guldsmed, som visar olika brittiska former, omkring år 75 f.Kr.
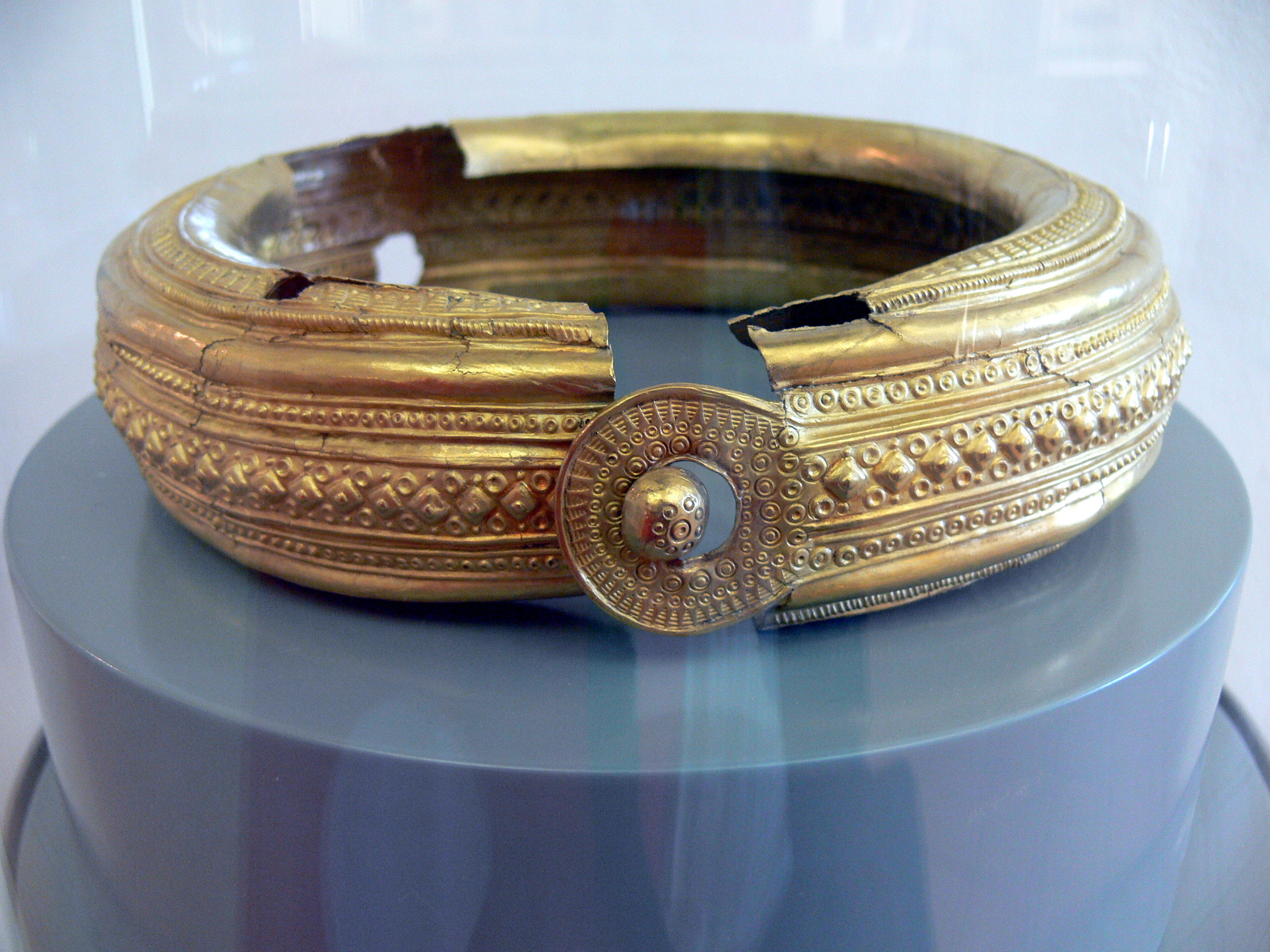
Hallstattkulturen med guldtorques eller krage med fäste, omkring 550 f.Kr.
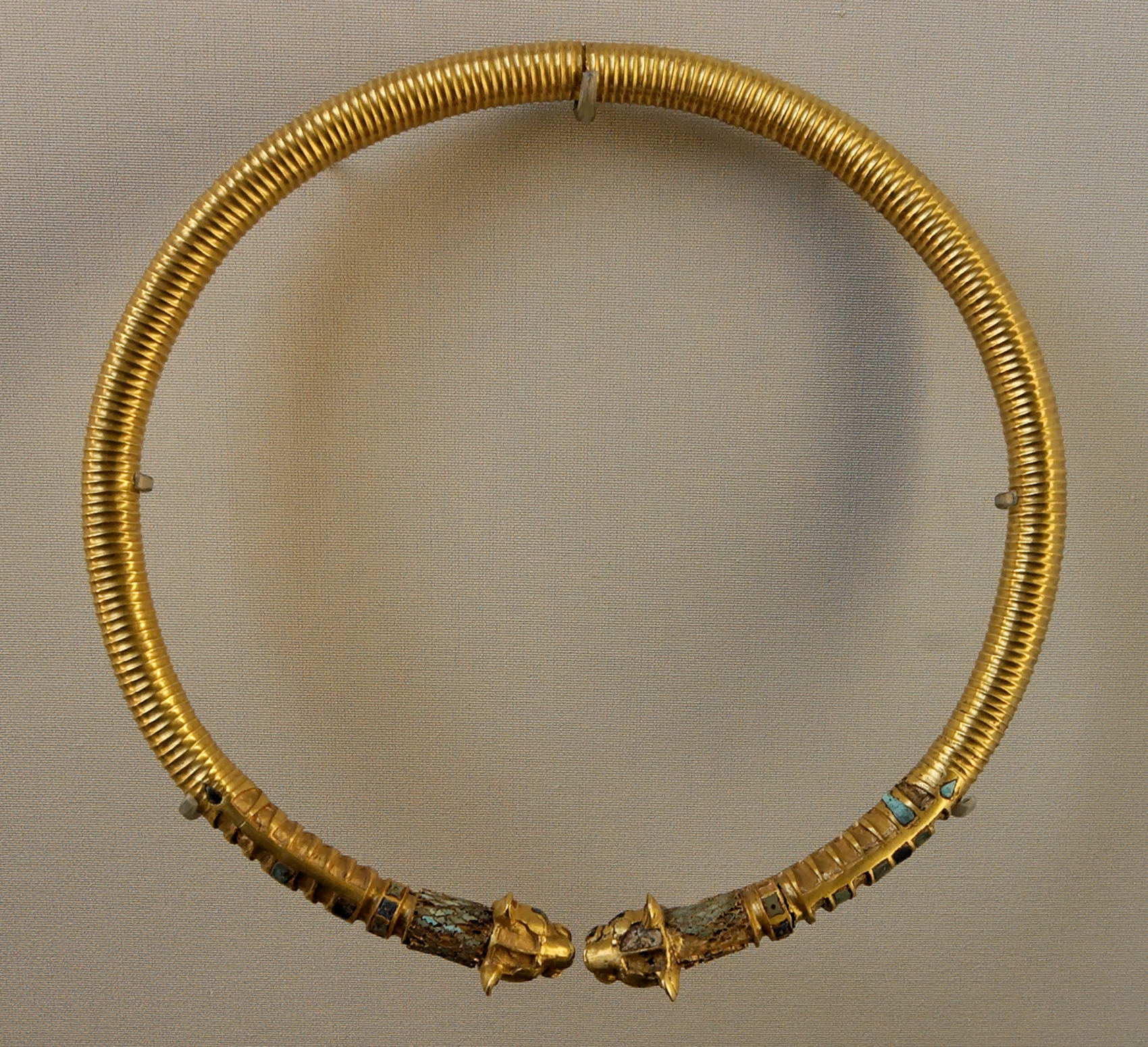
Akemenidiska torqueser från Persien, omkring 350 f.Kr., Susa, med räfflad båge, djurhuvudterminaler och steninlägg.
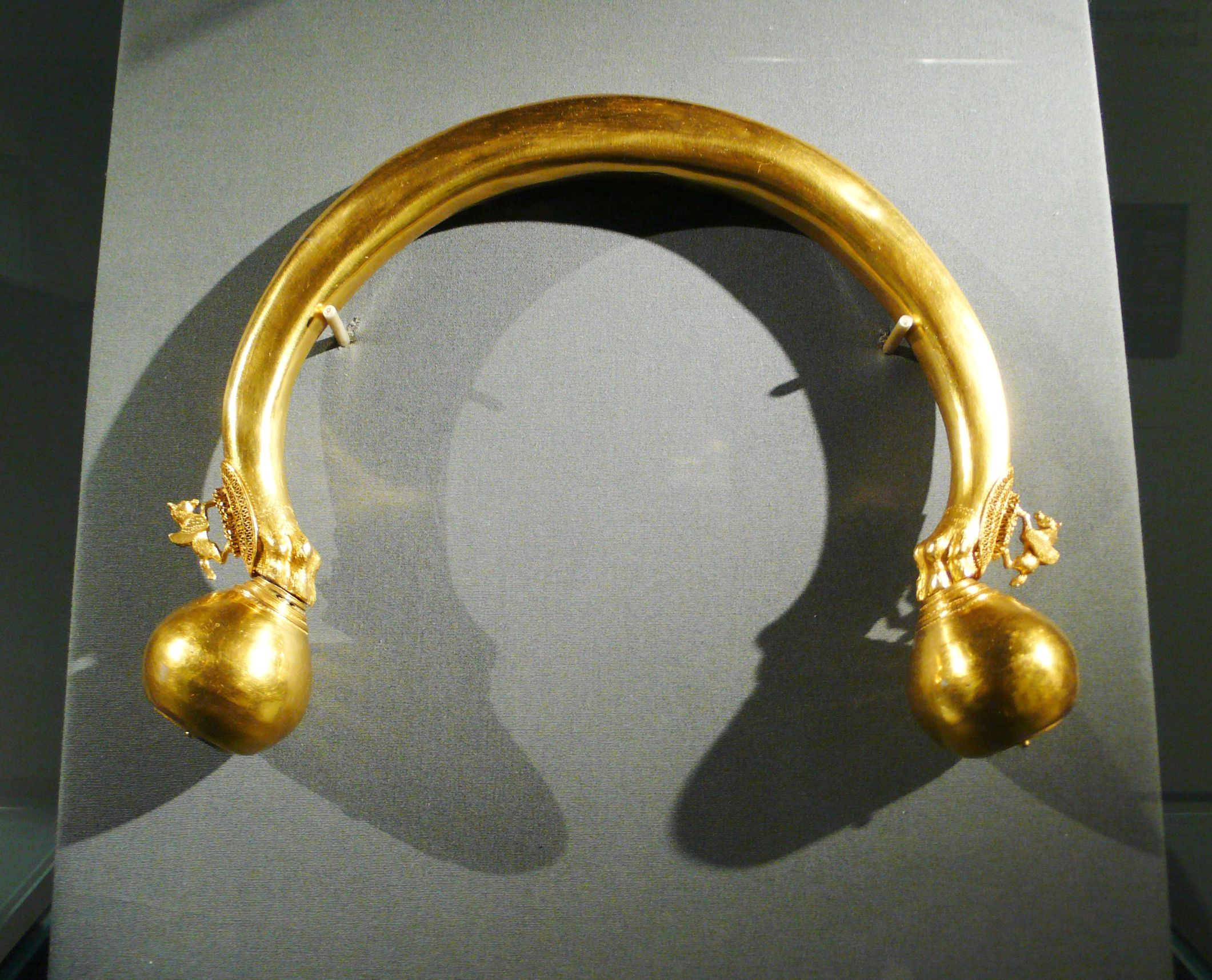
Keltiska guldtorqueser funna i Vix, Frankrike, 480 f.Kr.
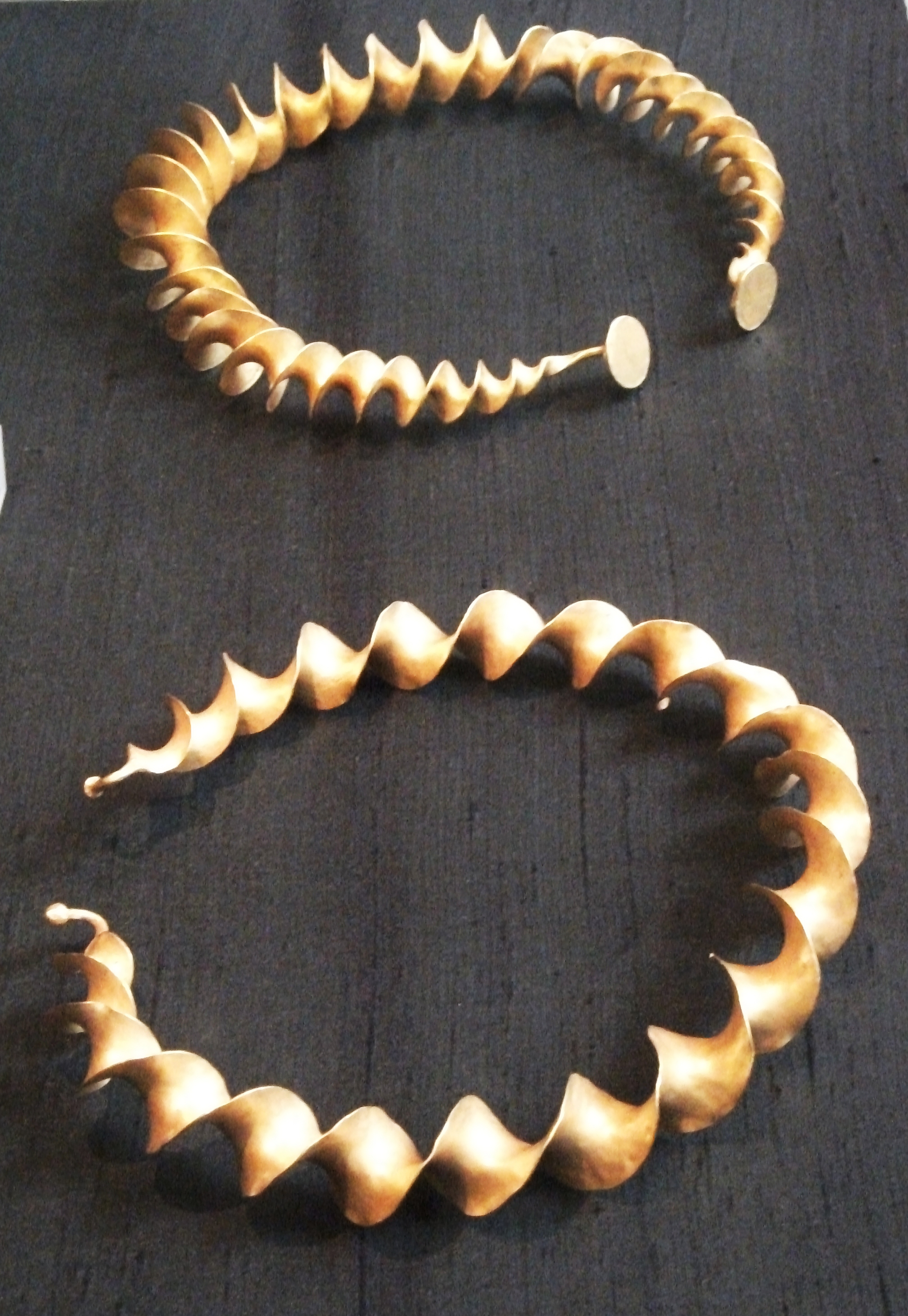
Den tvinnade bandtypen, här från Stirlingskatten (Sterling Hoard) finns både under bronsåldern och järnåldern.
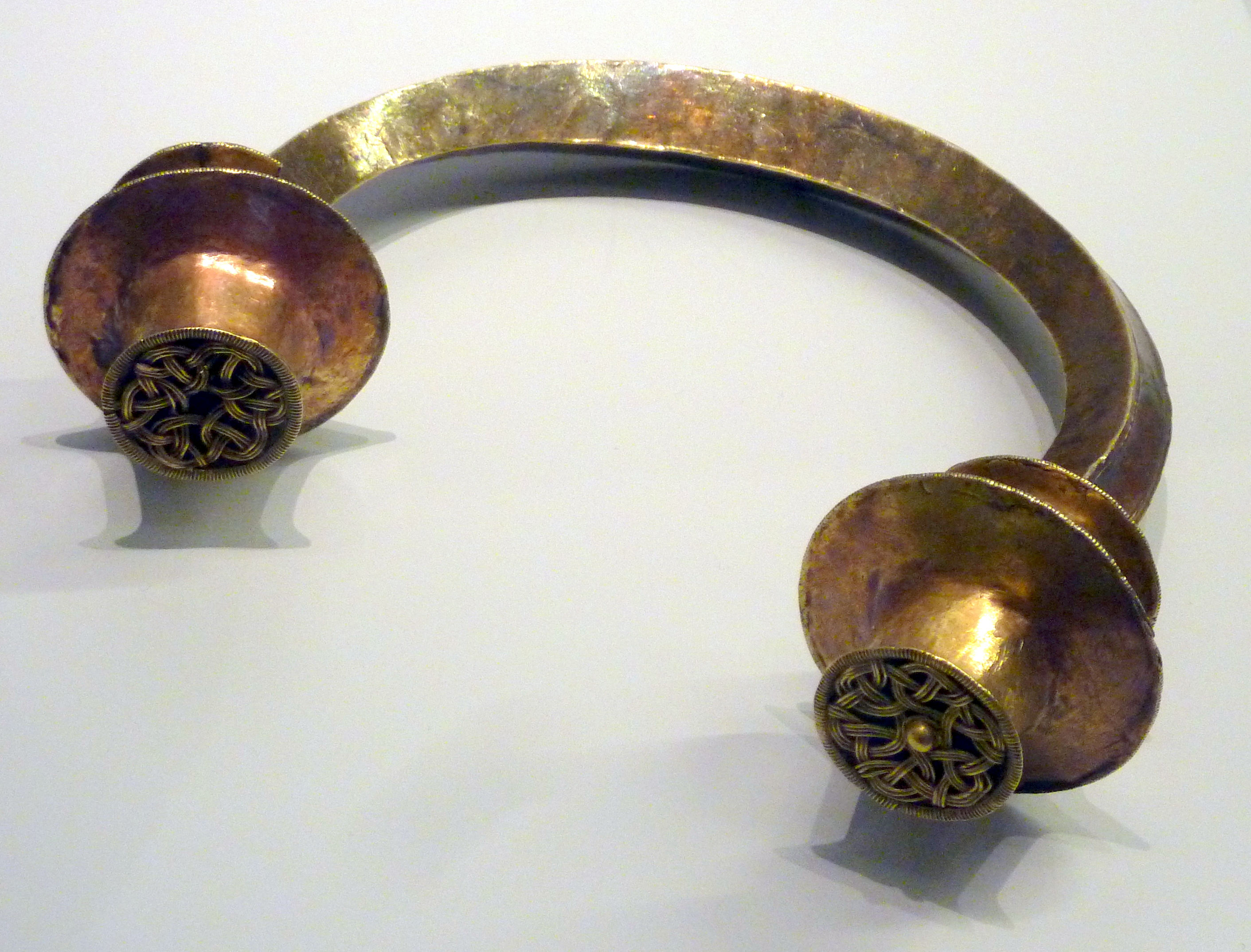
Torques de Foxados: Gallaeci torques med dubbla "scotia" terminaler och 6-faldig symmetrisk sammanflätat motiv.
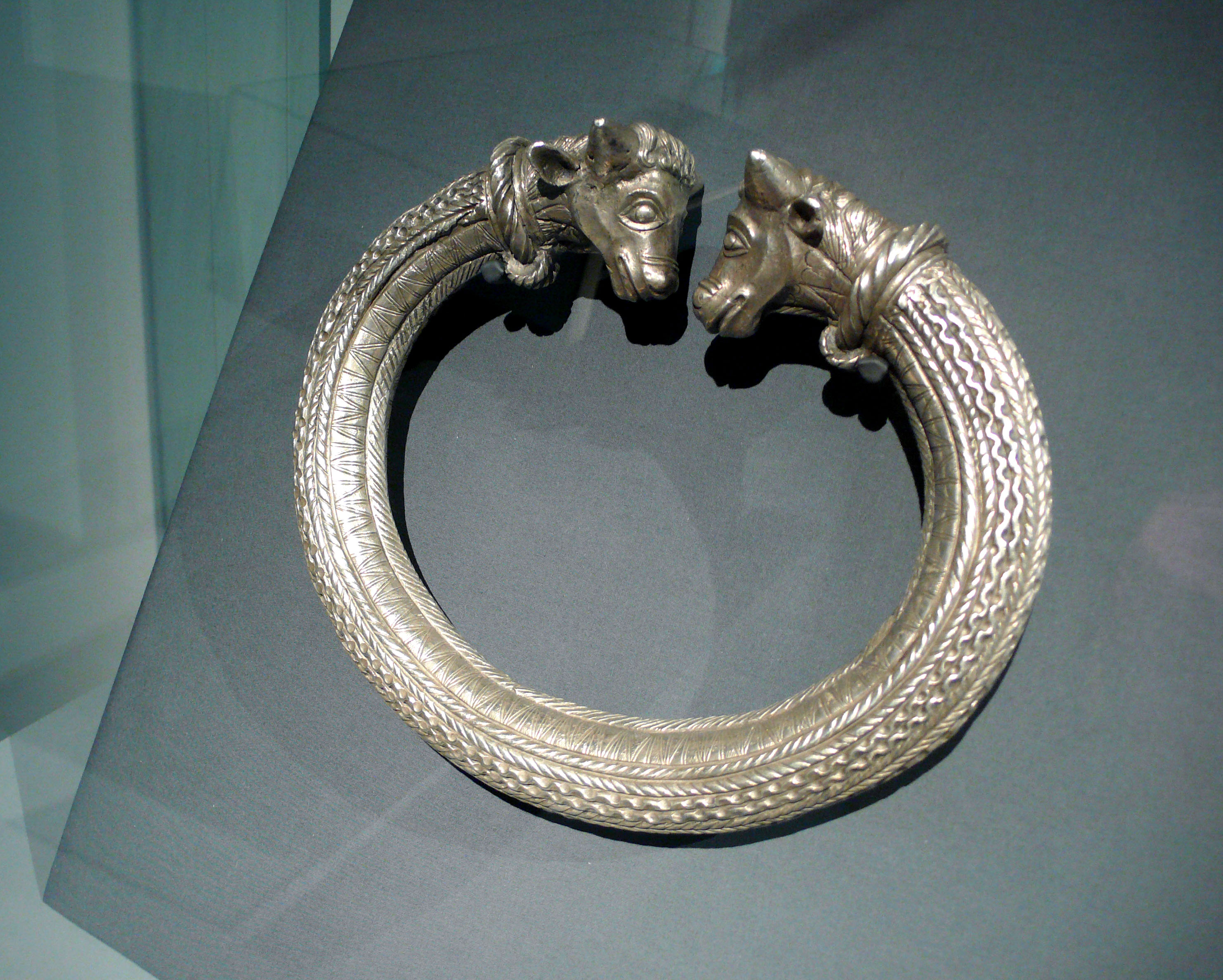
Trichtingen, silvertorques med tjurhuvuden, kanske från andra århundradet f.Kr.
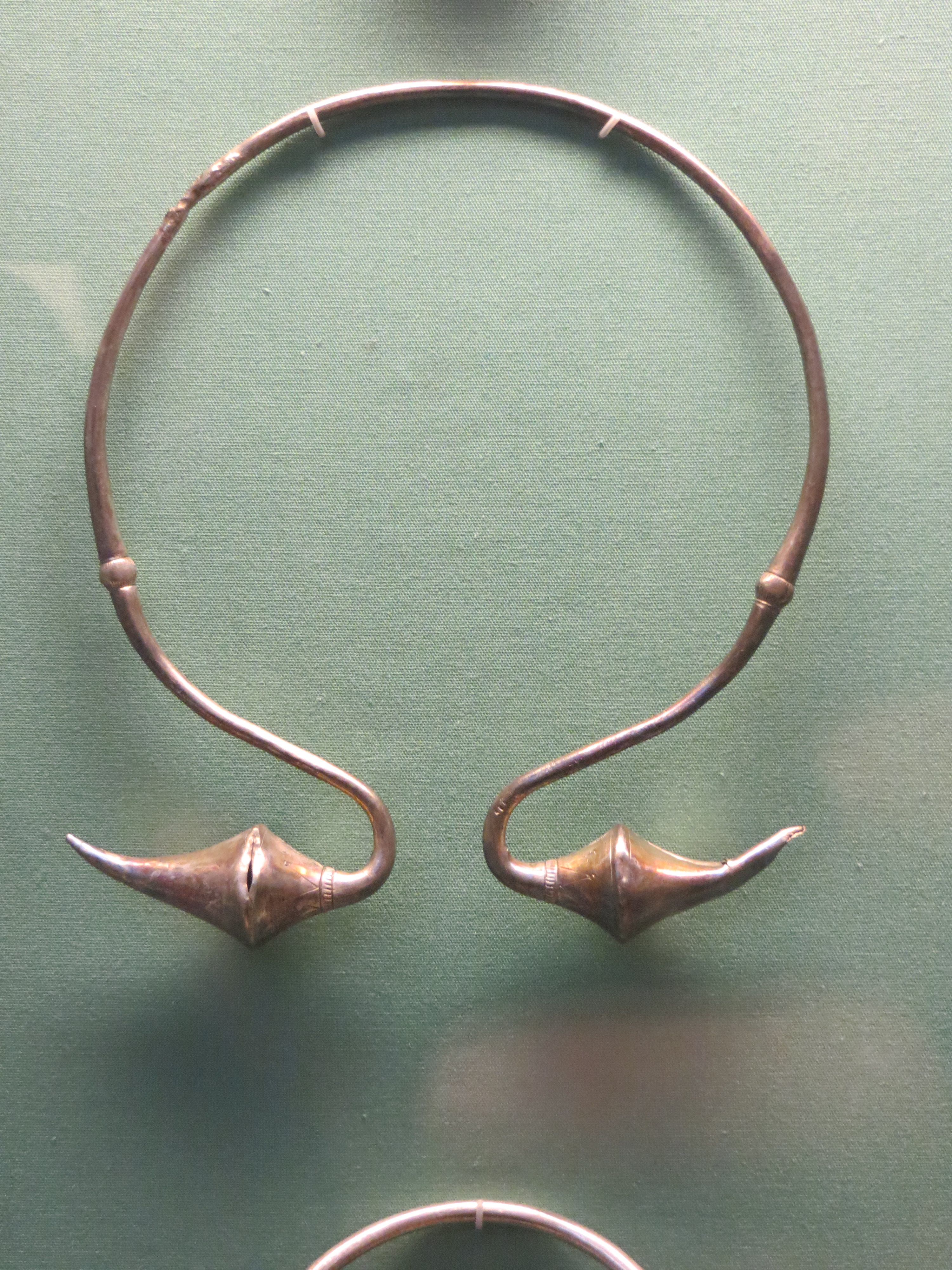
Stor silvertorques från Córdobaskatten på British Museum i London.
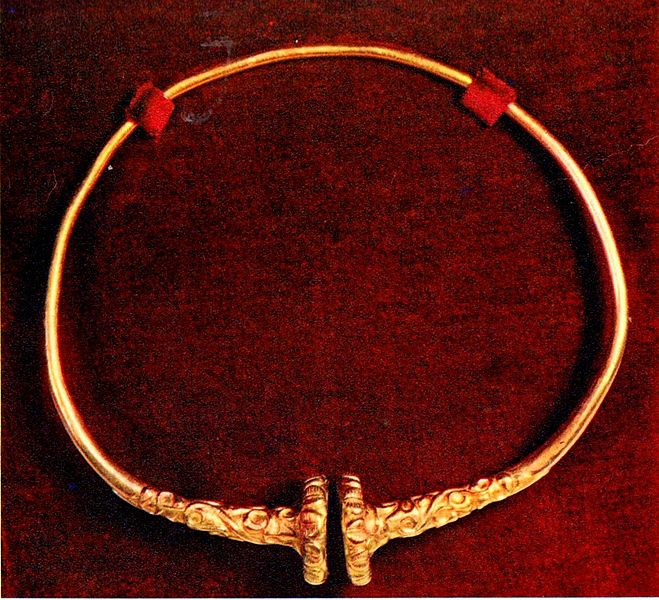
Keltisk guldtorques funnen i Marche i en gaulish necropolis. National Archaeological Museum, Ancona.